# Geniförklarat
Geniförklarat var ett poddradioprogram startat i september 2012 av komikern Messiah Hallberg. Medverkade i poddradioprogrammet gjorde också John Willander Lambrell, Christina Nordhager och Maja Härngren.

## Innehåll
Geniförklarat är ett säsongsbundet poddradioprogram; under en säsong släpps ett avsnitt varje fredag. Programmet är inspirerat av det tidigare TV-programmet Snillen spekulerar. Varje avsnitt består av ett rundabordssamtal om ett förutbestämt ämne som oftast rör sig kring vardagliga frågor och problem.